# مايكون (لاعب كرة قدم)
مايكون هو لاعب كرة قدم برازيلي في مركز الهجوم، ولد في 21 يوليو 1986 في São Fidélis ‏ في البرازيل. لعب مع جمعية أرابيراكا الرياضية ونادي غويانغ زايكرو ونادي ملبورن سيتي.

## وصلات خارجية
- مايكون (لاعب كرة قدم) على موقع دوري كوريا الجنوبية (الإنجليزية)
- مايكون (لاعب كرة قدم) على موقع قاعدة بيانات كرة القدم.إي يو (الإنجليزية)